# Schlusser, Pennsylvania
Schlusser, Pennsylvania (енгл. Schlusser) насељено је место без административног статуса у америчкој савезној држави Пенсилванија.

## Демографија
По попису из 2010. године број становника је 5.265, што је 515 (10,8%) становника више него 2000. године.
| Група             | 2000.         | 2010.         |
| Белци             | 4.343 (91,4%) | 4.716 (89,6%) |
| Афроамериканци    | 159 (3,3%)    | 200 (3,8%)    |
| Азијати           | 102 (2,1%)    | 100 (1,9%)    |
| Хиспаноамериканци | 79 (1,7%)     | 132 (2,5%)    |
| Укупно            | 4.750         | 5.265         |